# Пісенний конкурс Євробачення 2020
Пісенний конкурс «Євробачення-2020» мав стати 65-м конкурсом в історії «Євробачення». Він мав відбутися в нідерландському Роттердамі після перемоги Дункана Лоренса на конкурсі 2019 року в ізраїльському Тель-Авіві, де він представляв Нідерланди з піснею «Arcade». Востаннє Нідерланди приймали пісенний конкурс «Євробачення» в 1980 році в Гаазі. 18 березня 2020 року Європейська мовна спілка повідомила, що «Євробачення-2020» не відбудеться через пандемію коронавірусної хвороби, а Роттердам прийматиме конкурс у 2021 році.
Після скасування пісенного конкурсу «Євробачення 2020», Європейська мовна спілка та її нідерландські члени провели онлайн-концерт «Євробачення: Європо, запали світло», який відбувся на заміну традиційного конкурсу. Онлайн-концерт пройшов 16 травня на YouTube-каналі Eurovision Song Contest та транслювався на національних мовниках країнах-членах Спілки.

## Місце проведення

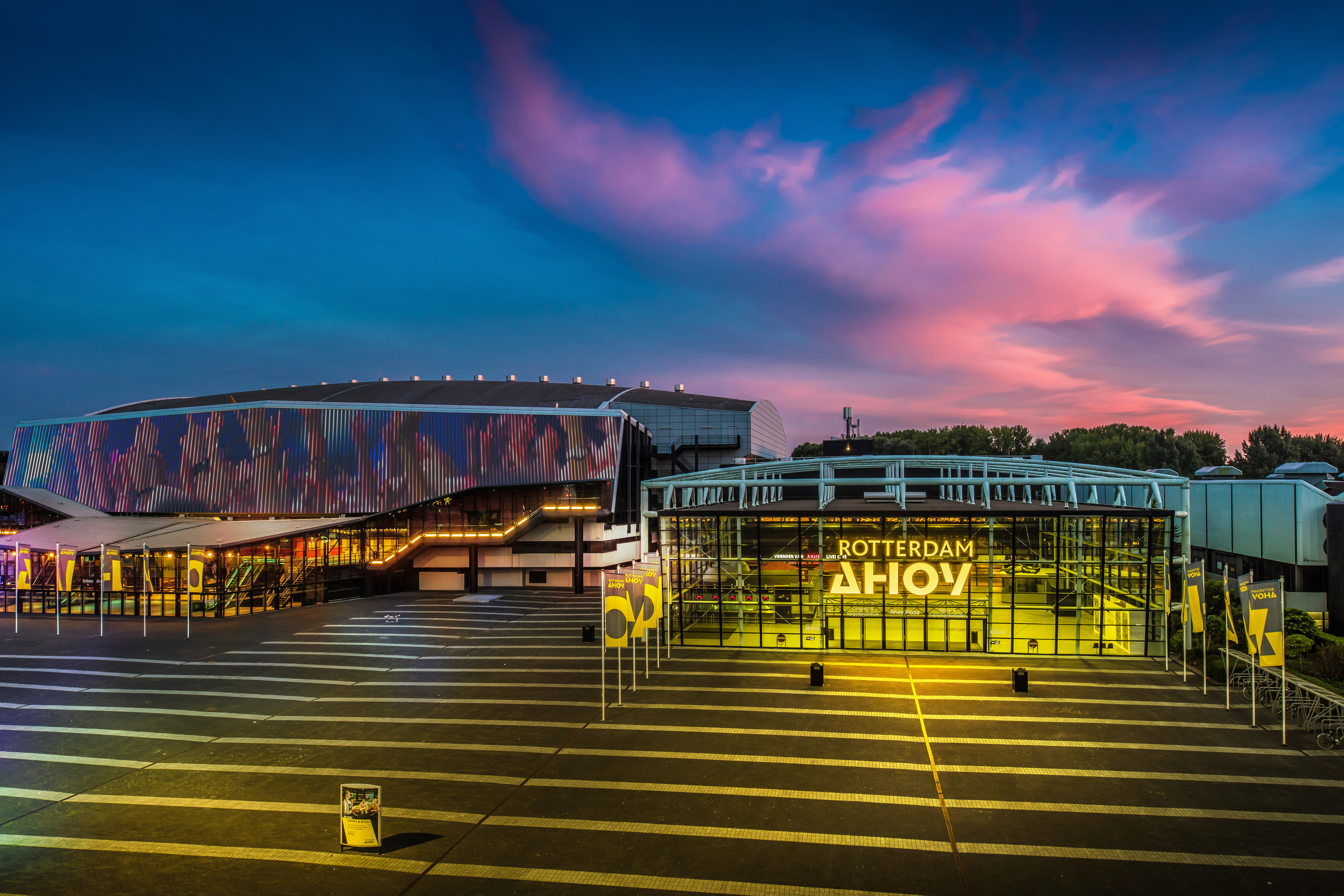
«Rotterdam Ahoy» — місце проведення «Євробачення-2020».

Підготовка до організації конкурсу 2020 року розпочалася 19 травня 2019 року, одразу після того, як Нідерланди виграли конкурс 2019 року в Тель-Авіві. Юн Ула Санн, виконавчий керівник Європейської мовної спілки за конкурс, передав «AVROTROS», нідерландській телекомпанії документи та USB-диск із інструментами необхідними для початку роботи над проведенням наступного конкурсу.
Компанія «AVROTROS» має намір співпрацювати з телекомпанією «Nederlandse Omroep Stichting» і їхньою головною громадською організацією мовлення — «Nederlandse Publieke Omroep», кожна з яких має відіграти певну роль у підготовці конкурсу.
За словами Марка Рутте, прем'єр-міністра Нідерландів, мери кількох міст Нідерландів відразу після перемоги Дункана висловили бажання прийняти конкурс. П'ять міст, що залишилися — Арнем, Гертогенбос, Маастрихт, Роттердам та Утрехт, доставили свої готові книги на урочисті заходи, що відбулися в Гілверсумі 10 липня 2019 року. Телерадіомовники переглянули подані заявки, і 16 липня 2019 року оголосили, що будуть розглянуті заявки міст Маастрихт і Роттердам. Інші міста були сумнівними щодо придатності для проведення «Євробачення». Щоб переглянути й обговорити місце проведення, 17 липня 2019 року NPO відвідала Маастрихт і наступного дня - Роттердам.
30 серпня 2019 року Роттердам був оголошений містом-господарем пісенного конкурсу «Євробачення-2020» під час спеціальної трансляції на «NPO 1» та «NPO 2».
Тлумачення:
     Вибрана заявка
     Розглянута заявка
| Місто       | Місце             | Деталі | Дж.         |
| ----------- | ----------------- | --- | ----------- |
| Арнем       | «ГелреДом»        | Спільна заявка з містом Неймеген та регіоном Велуве.                                                                                                 | [ 4 ]       |
| Гертогенбос | «Brabanthallen»   | Кандидатуру підтримали провінція Північний Брабант і міста Бреда, Ейндговен, Тілбург і Гелмонд.                                                      | [ 4 ]       |
| Маастрихт   | «MECC Maastricht» | Кандидатуру підтримали провінція Лімбург і навколишні міста.                                                                                         | [ 4 ]       |
| Роттердам   | «Rotterdam Ahoy»  | Кандидатуру підтримали провінція Південна Голландія, а також міста Дордрехт і Гаага. Місце, де відбувся Дитячий пісенний конкурс «Євробачення-2007». | [ 4 ] [ 1 ] |
| Утрехт      | «Jaarbeurs»       | — | [ 4 ]       |

## Формат

### Візуальне оформлення
24 жовтня 2019 року оприлюднили слоган конкурсу «Open Up» («Відкрий»), а 28 листопада — офіційний логотип і брендинг. Логотип — абстрактне зображення кольорів прапорів країн-учасниць «Євробачення-2020».

### Сценічне оформлення
ЄМС оприлюднила макет сцени для пісенного конкурсу «Євробачення-2020» у грудні 2019 року. Натхненням для дизайну були гаслом конкурсу «Open Up» і нідерландським пейзажем. Розробкою сцени займатиметься німецький сценограф Флоріан Відер, який раніше працював над сценами для пісенного конкурсу, зокрема над оформленням сцени для «Євробачення-2019».

### Ведучі

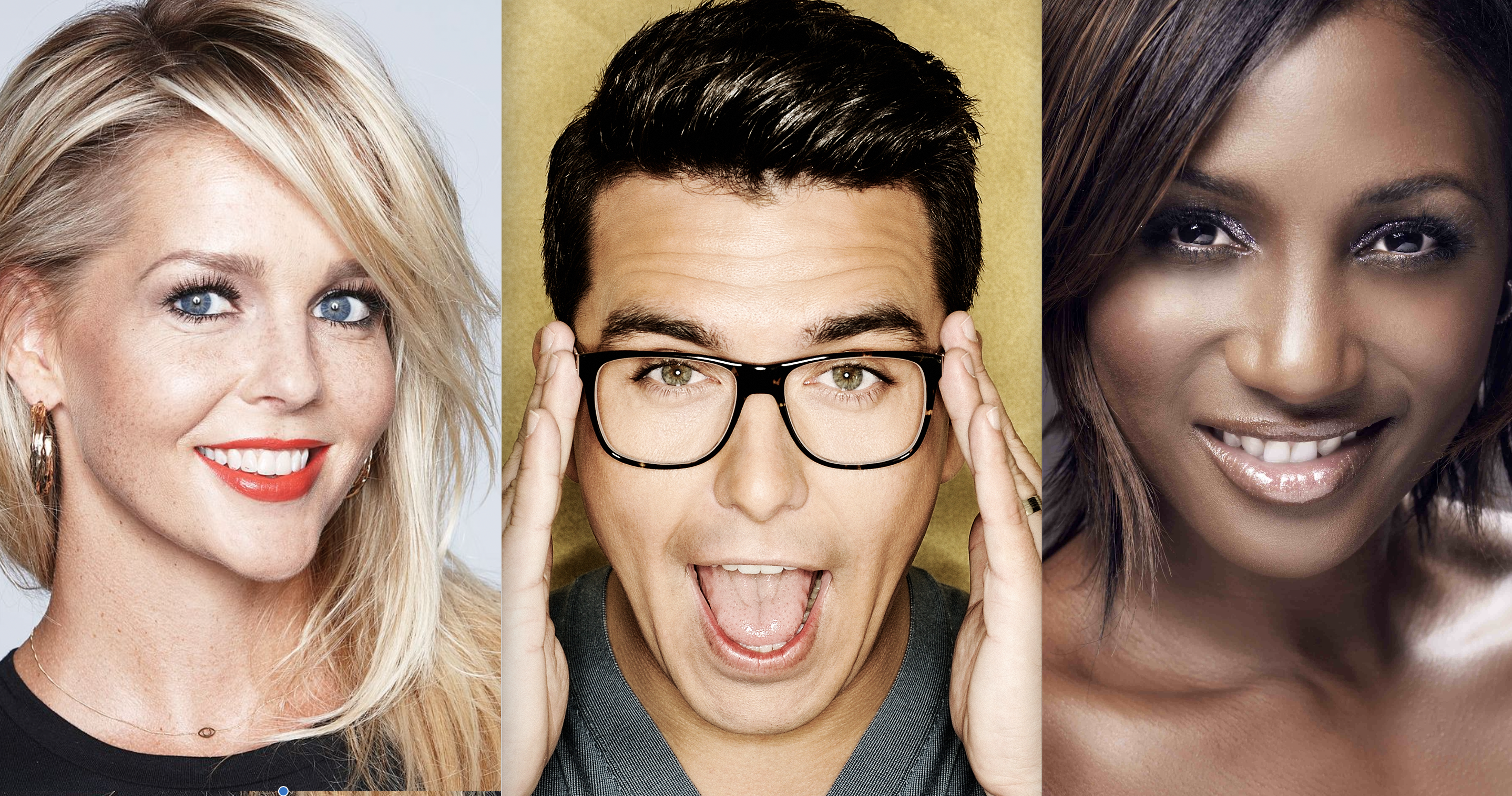
Шантал Янцен, Ян Сміт та Едсілія Ромблі — ведучі конкурсу

4 грудня 2019 року NPO оголосила, що ведучими шоу стануть акторка та телеведуча Шанталь Янцен, співак і коментатор конкурсу в Нідерландах Ян Сміт і співачка Едсілія Ромблі, яка представляла Нідерланди на конкурсі в 1998 та 2007 роках.

### Жеребкування
28 січня 2020 року в Роттердамі провели жеребкування між країнами-учасницями «Євробачення-2020», за результатами якого стало відомо, які країни будуть представлені в півфіналах конкурсу.
| Кошик 1            | Кошик 2   | Кошик 3     | Кошик 4    | Кошик 5  |
| ------------------ | --------- | ----------- | ---------- | -------- |
| Австрія            | Австралія | Азербайджан | Болгарія   | Бельгія  |
| Албанія            | Данія     | Білорусь    | Греція     | Ізраїль  |
| Північна Македонія | Естонія   | Вірменія    | Кіпр       | Ірландія |
| Сербія             | Ісландія  | Грузія      | Мальта     | Латвія   |
| Словенія           | Норвегія  | Молдова     | Португалія | Литва    |
| Хорватія           | Фінляндія | Росія       | Румунія    | Польща   |
| Швейцарія          | Швеція    | Україна     | Сан-Марино | Чехія    |

### Голосування
Голова делегації Іспанії 22 жовтня 2019 року виявив, що ЄМС обговорювала з делегаціями можливі зміни у системі голосування конкурсу. Голова делегації Греції 30 жовтня 2019 року виявив, що більшість делегацій (близько 80 %) висловились за підтримку чинної системи голосування.

### Відкриття конкурсу й інтервал-акти
Під час фіналу для виступу буде зібраний симфонічний оркестр молодих музикантів.

## Учасники
13 листопада 2019 року ЄМС оголосила, що в конкурсі візьме участь 41 країна, Болгарія й Україна повернулися після відсутності минулого року, а Угорщина та Чорногорія відмовилися від участі цьогоріч.

### Перший півфінал
Перший півфінал мав відбутися 12 травня 2020 року. У ньому б взяли участь сімнадцять країн. У цьому півфіналі мали голосувати ці країни, а також Італія, Нідерланди та Німеччина.
| №              | Країна             | Виконавець     | Пісня              | Мова                  |
| Перша половина | Перша половина     | Перша половина | Перша половина     | Перша половина        |
| -------------- | ------------------ | -------------- | ------------------ | --------------------- |
|                | Австралія          | Монтень        | «Don't break me»   | англійська            |
|                | Білорусь           | «VAL»          | «Da vidna»         | білоруська            |
|                | Ірландія           | Леслі Рой      | «Story of my life» | англійська            |
|                | Литва              | «The Roop»     | «On fire»          | англійська            |
|                | Північна Македонія | Василь         | «You»              | англійська            |
|                | Росія              | «Little Big»   | «Uno»              | англійська, іспанська |
|                | Словенія           | Ана Соклич     | «Voda»             | словенська            |
|                | Швеція             | «The Mamas»    | «Move»             | англійська            |
| Друга половина |                    |                |                    |                       |
|                | Азербайджан        | Ефенді         | «Cleopatra»        | англійська            |
|                | Бельгія            | «Hooverphonic» | «Release me»       | англійська            |
|                | Ізраїль            | Еден Алене     | «Feker libi»       | англійська, амхарська |
|                | Кіпр               | Сандро         | «Running»          | англійська            |
|                | Мальта             | Дестіні        | «All of my love»   | англійська            |
|                | Норвегія           | Ульрікке       | «Attention»        | англійська            |
|                | Румунія            | Роксен         | «Alcohol you»      | англійська            |
|                | Україна            | «Go_A»         | «Solovey»          | українська            |
|                | Хорватія           | Дамір Кеджо    | «Divlji vjetre»    | хорватська            |

### Другий півфінал
Другий півфінал мав відбутися 14 травня 2020 року. У ньому б взяли участь вісімнадцять країн. У цьому півфіналі мали голосувати ці країни, а також Велика Британія, Іспанія та Франція.
| №              | Країна         | Виконавець          | Пісня                 | Мова           |
| Перша половина | Перша половина | Перша половина      | Перша половина        | Перша половина |
| -------------- | -------------- | ------------------- | --------------------- | -------------- |
|                | Австрія        | Вінсент Буено       | «Alive»               | англійська     |
|                | Греція         | Стефанія            | «Supergirl»           | англійська     |
|                | Естонія        | Уку Сувісте         | «What love is»        | англійська     |
|                | Ісландія       | «Gagnamagnið»       | «Think about things»  | англійська     |
|                | Молдова        | Наталія Гордієнко   | «Prison»              | англійська     |
|                | Польща         | Аліція Шемплінська  | «Empires»             | англійська     |
|                | Сан-Марино     | Сеніт               | «Freaky!»             | англійська     |
|                | Сербія         | «Hurricane»         | «Hasta la vista»      | сербська       |
|                | Чехія          | Бенні Крісто        | «Kemama»              | англійська     |
| Друга половина |                |                     |                       |                |
|                | Албанія        | Арілена Ара         | «Fall from the sky»   | англійська     |
|                | Болгарія       | Вікторія            | «Tears getting sober» | англійська     |
|                | Вірменія       | Атена Манукян       | «Chains on you»       | англійська     |
|                | Грузія         | Торніке Кіпіані     | «Take me as I am»     | англійська     |
|                | Данія          | «Ben & Tan»         | «Yes»                 | англійська     |
|                | Латвія         | Саманта Тіна        | «Still breathing»     | англійська     |
|                | Португалія     | Еліза Сілва         | «Medo de sentir»      | португальська  |
|                | Фінляндія      | Аксель Канкаанранта | «Looking back»        | англійська     |
|                | Швейцарія      | Gjon's Tears        | «Répondez-moi»        | французька     |

### Фінал
Фінал мав відбутися 16 травня 2020 року.
| №  | Країна          | Виконавець    | Пісня            | Мова                   |
| -- | --------------- | ------------- | ---------------- | ---------------------- |
|    | Велика Британія | Джеймс Ньюмен | «My last breath» | англійська             |
|    | Іспанія         | Блас Канто    | «Universo»       | іспанська              |
|    | Італія          | Діодато       | «Fai rumore»     | італійська             |
| 23 | Нідерланди      | Жангю Макрой  | «Grow»           | англійська             |
|    | Німеччина       | Бен Доліч     | «Violent thing»  | англійська             |
|    | Франція         | Том Лееб      | «The best in me» | французька, англійська |

## Інші країни

### Активні члени ЄМС
- Андорра — у березні 2019 року мовник Ràdio i Televisió d'Andorra (RTVA) заявив, що буде відкритий для співпраці з каталонським мовником Televisió de Catalunya (TVC), щоб брати участь у майбутніх конкурсах. Раніше ці два мовники співпрацювали, коли Андорра дебютувала на пісенному конкурсі «Євробачення-2004». Однак у травні 2019 року RTVA підтвердила, що не братиме участі у конкурсі 2020 року. Андорра востаннє була учасником конкурсу у 2009 році, після чого постійно відмовляється через фінансові проблеми.
- Боснія і Герцеговина — у грудні 2018 року Лейла Бабович, керівник Radio and Television of Bosnia and Herzegovina (BHRT), заявила, що повернення на конкурс є основною метою BHRT. Також було сказано про те, що фінансове становище ускладнює повернення у 2020 році. У липні 2019 року BHRT підтвердили, що країна не зможе повернутися через санкції, введені ЄМС унаслідок заборгованості мовника перед організацією.
- Люксембург — у травні 2019 року Енн-Марі Девід, яка виграла конкурс 1973 року, закликала країну повернутися на конкурс. Також петиція від шанувальників, що вимагають повернення Люксембургу до конкурсу, була надіслана люксембурзькій радіостанції RTL Télé Lëtzebuerg (RTL) і Палаті депутатів Люксембургу. У попередні роки RTL заявляла, що не повернеться до змагань через фінансові проблеми та переконання, що менші країни не зможуть досягти успіху в сучасних умовах «Євробачення». У липні 2019 року мовник заявив, що Люксембург не братиме участі в конкурсі 2020 року, оскільки конкурс буде фінансовим навантаженням для мовника та тому, що вони зосереджуються на контенті новин замість музики та розваг.
- Монако — телекомпанія Monégasque TMC у серпні 2019 року підтвердила, що країна не братиме участі в конкурсі 2020 року. Монако востаннє було країною-учасницею конкурсу у 2006 році.
- Словаччина — у червні 2019 року словацький мовник Радіо та телебачення Словаччини (RTVS) заявив, що не братиме участі в конкурсі 2020 року через відсутність інтересу словацької публіки до конкурсу.
- Туреччина — у вересні 2019 року ЄМС заявила, що Турецька корпорація радіо та телебачення (TRT) не зареєструвалася для участі в конкурсі 2020 року.
- Угорщина — у жовтні 2019 року, коли було представлено правила конкурсу Á Dal, які не підлягали правилам «Євробачення», угорський мовник заявив, що конкурс 2020, не є відбором, як це було зі 2012 року, вони більше зосереджені на підтримці угорської сцени й артистів.
- Чорногорія — у вересні 2019 року підтвердила участь на «Євробаченні», та 8 листопада 2019 року було оголошено, що Чорногорія не братиме участь у конкурсі 2020 року. Наступної доби, голова телекомпанії заявив, що рішення про участь до кінця не прийнято. Однак, 13 листопада 2019 року, коли було представлено список, Чорногорії там не було.

### Асоційовані члени ЄМС
- Казахстан — у листопаді 2018 року Юн Ула Санн, виконавчий керівник конкурсу, заявив, що участь Казахстану в конкурсі потребує обговорення референтної групи. Казахстан, через асоційованого члена ЄМС агентство «Хабар», раніше був запрошений для участі в дитячому пісенному конкурсі «Євробачення-2018» референтною групою, хоча це не вплине на їхню участь у головному конкурсі.

### Не є членами ЄМС
- Косово — у червні 2018 року Ментор Шала, тодішній генеральний директор косовського мовника «Радіотелебачення Косово» (РТК), заявив, що мовник все ще наполягає на повноцінному членстві в ЄМС в сподівається дебютувати на конкурсі 2020 року. У червні 2019 року на 82-й Генеральній Асамблеї ЄМС члени ЄМС проголосували проти скасування членства в  Міжнародному союзі електрозв'язку (МСЕ) як вимоги приєднатися до ЄМС, тому РТК не може вчасно вступити до ЄМС для участі у конкурсі 2020 року.
- Ліхтенштейн — у серпні 2019 року ліхтенштейнський мовник 1 FL TV оголосив, що країна не дебютуватиме на конкурсі 2020 року. Раніше мовник намагався стати членом ЄМС, але припинив свої плани, коли його директор Петро Кельбель несподівано помер. Необхідна також підтримка уряду Ліхтенштейну, щоби мати змогу нести витрати на членство в ЄМС та участь у «Євробаченні».

## Скасування конкурсу
6 березня 2020 року через пандемію коронавірусної хвороби (COVID-19) національний відбір Данії відбувся без аудиторії, представники Швеції, Фінляндії, Ізраїлю, Швейцарії, Італії та Греції вийшли на засідання глав делегацій 9 березня, Юн Ула Санн брав участь у засіданні дистанційно, представники Ізраїлю, Литви та Болгарії повідомили про відмову зйомки візиток.
18 березня Юн Ула Сан підтвердив скасування конкурсу та перенесення його на 2021 рік. 20 березня було прийнято рішення про те, що відповідно до правил Євробачення пісні для конкурсу 2020 року не матимуть права брати участь у 2021 році, а натомість будуть ушановані в неконкурентному форматі. Європейська мовна спілка та її нідерландські члени провели онлайн-концерт «Євробачення: Європо, запали світло», який відбувся на заміну традиційного конкурсу. Онлайн-концерт відбувся 16 травня на YouTube-каналі Eurovision Song Contest і транслювався на національних мовниках країн-членів Спілки.

## Нотатки
1. ↑  Містить кілька фраз івритом, арабською та вигаданою мовою.
2. ↑  Містить кілька фраз англійською та іспанською.
3. ↑  Містить кілька фраз італійською, іспанською, німецькою та французькою.